# Mężyk
Mężyk [pronunciación en polaco: /ˈmɛ̃ʐɨk/] (en alemán: Mensik) es un pueblo ubicado en el distrito administrativo de Gmina Wieleń, dentro del Distrito de Czarnków-Trzcianka, Voivodato de Gran Polonia, en el oeste de Polonia central. Se encuentra aproximadamente a 10 kilómetros al sureste de Wieleń, a 22 kilómetros al oeste de Czarnków, y a 66 kilómetros al noroeste de la capital regional Poznan.